# Mohamed Moustaoui
Mohamed Moustaoui (Khouribga, 2 april 1985) is een Marokkaanse middellangeafstandsloper, die is gespecialiseerd in de 1500 m. Met een persoonlijk record van 3.32,51 is hij achter Hicham El Guerrouj, Saïd Aouita, Adil Kaouch, Azzedine Sediki, Youssef Baba de zesde snelste atleet op deze afstand. Hij nam tweemaal deel aan de Olympische Spelen, maar won hierbij geen medailles.
In 2004 viste hij met een vierde plaats op de 1500 m bij het WK voor junioren net naast de medailles.
Op het wereldkampioenschappen atletiek 2007 in Osaka sneuvelde Mohamed Moustaoui in de halve finale met een tijd van 3.43,39. Zijn beste prestatie behaalde hij later dat jaar met het winnen van een zilveren medaille op de Memorial Van Damme 2007 in Brussel. Met een tijd van 3.34,68 finishte hij achter de Keniaan Daniël Komen (goud; 3.32,67) en voor de Spanjaard Juan Carlos Higuero (brons; 3.34,72). Tijdens de Nacht van de Atletiek in Heusden op 28 juli 2007 won hij de 1500 m in 3.33,73.
Op zowel de Olympische Zomerspelen 2008 in Peking als bij de Olympische Zomerspelen 2012 in Londen sneuvelde hij in de halve finale van de 1500 m.

## Persoonlijke records
Outdoor
| Onderdeel   | Prestatie | Datum        | Plaats |
| ----------- | --------- | ------------ | ------ |
| 800 m       | 1.47,42   | 18 juni 2005 | Rabat  |
| 1500 m      | 3.32,06   | 11 juli 2008 | Rome   |
| 1 Eng. mijl | 3.50,08   | 6 juni 2008  | Oslo   |
| 3000 m      | 7.49,57   | 13 mei 2005  | Doha   |
| 5000 m      | 13.22,61  | 8 juli 2005  | Rome   |

Indoor
| Onderdeel   | Prestatie | Datum            | Plaats     |
| ----------- | --------- | ---------------- | ---------- |
| 1000 m      | 2.20,00   | 24 februari 2008 | Gent       |
| 2000 m      | 5.00,98   | 9 februari 2007  | Aubière    |
| 3000 m      | 7.43,08   | 14 februari 2009 | Valencia   |
| 2 Eng. mijl | 8.26,49   | 18 februari 2005 | Birmingham |

## Palmares

### 1500 m
Kampioenschappen
- 2004: 4e WK junioren - 3.37,44
- 2006: 5e Afrikaanse kampioenschappen - 3.47,06
- 2006: 4e Wereldatletiekfinale - 3.33,76
- 2007:  Nacht van de Atletiek - 3.33,73
- 2007: 6e in ½ fin. WK - 3.43,39
- 2007: 9e Wereldatletiekfinale - 3.42,49
- 2008: 9e in ½ fin. OS - 3.40,90
- 2008: 8e VTB Bank World Athletics Final - 3.39,90
- 2009:  FBK Games - 3.36,62
- 2009:  Middellangse Zeespelen - 3.37,99
- 2009: 6e WK - 3.36,57
- 2009: 7e VTB Bank World Athletics Final - 3.37,43
- 2011: 6e WK - 3.36,80
- 2012: 6e in ½ fin. OS - 3.43,33
- 2013: 4e Jeux de la Francophonie - 3.57,97
- 2013: 9e WK - 3.38,08

Golden League-podiumplekken
- 2007:  Memorial Van Damme – 3.34,38

Diamond League-podiumplekken
- 2013:  Sainsbury’s Grand Prix – 3.36,75

### veldlopen
- 2003: 28e WK junioren - 24.59
- 2004: 14e WK junioren - 25.25
- 2005: 14e WK veldlopen (korte afstand) - 11.59